# Robert Jundo
Robert Grzegorz Jundo (ur. 1967 w Łodzi) – polski grafik, malarz, fotograf projektant wnętrz oraz nauczyciel akademicki. 

## Życiorys
W latach 2004–2009 studiował w Akademii Sztuk Pięknych im. Władysława Strzemińskiego w Łodzi na Wydziale Grafiki i Malarstwa. W 2009 obronił dyplom z wyróżnieniem w Pracowni Technik Cyfrowych prof. Grzegorza Chojnackiego. Od 2011 pracuje na Wydziale Grafiki i Malarstwa w macierzystej uczelni jako asystent prof. Grzegorza Chojnackiego w Pracowni Technik Cyfrowych. Stopień doktora obronił w 2016 pracą Wirtualna matryca graficzna jako obszar poszukiwań artystycznych - kolekcja grafik, natomiast habilitację uzyskał w 2022 pracą Subkultury motocyklowe, a sztuka drugiej połowy XX i początku XXI wieku. (Aniołowie nigdy nie umierają)
Na stronie ASP prowadzi autorską galerię internetową Pixel. Uczestnik wielu wystaw indywidualnych oraz zbiorowych, w Polsce i za granicą. Od 2017 należy do łódzkiej grupy „Powidoki”, z którą realizuje projekty artystyczne inspirowane m.in. awangardowym dziedzictwem, takie jak cykle wystaw Śladami Strzemińskiego I FORmy. Jedną z jego specjalizacji jest fotografia oraz grafika komputerowa.
Jest członkiem łódzkiego okręgu Związku Polskich Artystów Plastyków. W 2022 został uhonorowany Złotą Odznaką ZPAP.